# Lega Nazionale A 2012-2013 (pallavolo femminile)
La Lega Nazionale A 2012-2013 si è svolta dal 15 settembre 2012 al 20 marzo 2013: al torneo hanno partecipato 9 squadre di club svizzere e la vittoria finale è andata per l'ottava volta al Volero Zürich.

## Regolamento
La competizione prevede che tutte le squadre si incontrino in due volte in gironi di andata e ritorno, al termine dei quali le prime cinque classificate disputano play-off, mentre le ultime quattro prendono parte ai play-out. Ai play-off tutte le squadre si incontrano nuovamente per due volte; le prime due classificate accedono alla finale scudetto, mentre terza e quarta classificata si qualificano per la finale 3º posto. I play-out hanno la medesima forma dei play-off e a retrocedere è l'ultima classificata.

## Squadre partecipanti
| Club                | Stagione | Città        | Impianto                         | Stagione precedente    |
| ------------------- | -------- | ------------ | -------------------------------- | ---------------------- |
| Cossonay            | dettagli | Cossonay     | Salle Pré-aux-Moines             | 1ª in Lega Nazionale B |
| Düdingen            | dettagli | Düdingen     | Sporthalle Leimacker             | 7ª in Lega Nazionale A |
| Franches-Montagnes  | dettagli | Saignelégier | Salle de la Pépinière            | 4ª in Lega Nazionale A |
| Kanti               | dettagli | Sciaffusa    | BBC Arena                        | 5ª in Lega Nazionale A |
| Köniz               | dettagli | Köniz        | Sporthalle Weissenstein          | 3ª in Lega Nazionale A |
| Neuchâtel           | dettagli | Neuchâtel    | Halle des sports de la Riveraine | 2ª in Lega Nazionale A |
| Sm'Aesch Pfeffingen | dettagli | Aesch        | Mehrzweckhalle Löhrenacker       | 6ª in Lega Nazionale A |
| Toggenburg          | dettagli | Wattwil      | Schweizersbildhalle              | 8ª in Lega Nazionale A |
| Volero Zurigo       | dettagli | Zurigo       | Sportanlage Im Birch             | Campione di Svizzera   |

## Campionato

### Regular season

#### Risultati
| Prima giornata |                             |           |                            |
|                |                             |           |                            |
| Riposa:        | Sciaffusa                   | Sciaffusa | Sciaffusa                  |
| 22-09          | Pfeffingen-Zurigo           | 0-3       | 20-25, 18-25, 23-25        |
| 22-09          | Cossonay-Franches-Montagnes | 0-3       | 23-25, 20-25, 23-25        |
| 22-09          | Wattwil-Düdingen            | 1-3       | 25-27, 19-25, 25-21, 18-25 |
| 22-09          | Köniz-Neuchâtel             | 3-1       | 25-18, 22-25, 25-20, 25-19 |

| Seconda giornata |                               |        |                                   |
|                  |                               |        |                                   |
| Riposa:          | Zurigo                        | Zurigo | Zurigo                            |
| 23-09            | Düdingen-Köniz                | 3-2    | 25-23, 23-25, 30-28, 18-25, 15-13 |
| 23-09            | Franches-Montagnes-Pfeffingen | 0-3    | 21-25, 20-25, 20-25               |
| 23-09            | Neuchâtel-Cossonay            | 3-1    | 23-25, 25-9, 25-23, 25-21         |
| 23-09            | Sciaffusa-Wattwil             | 3-0    | 25-17, 25-14, 25-20               |

| Terza giornata |                            |           |                                   |
|                |                            |           |                                   |
| Riposa:        | Neuchâtel                  | Neuchâtel | Neuchâtel                         |
| 29-09          | Düdingen-Zurigo            | 2-3       | 25-23, 25-22, 18-25, 19-25, 11-15 |
| 29-09          | Cossonay-Sciaffusa         | 1-3       | 27-25, 16-25, 10-25, 18-25        |
| 29-09          | Wattwil-Franches-Montagnes | 1-3       | 13-25, 25-27, 25-21, 15-25        |
| 30-09          | Köniz-Pfeffingen           | 3-0       | 25-17, 25-17, 25-17               |

| Quarta giornata |                     |                    |                                   |
|                 |                     |                    |                                   |
| Riposa:         | Franches-Montagnes  | Franches-Montagnes | Franches-Montagnes                |
| 06-10           | Pfeffingen-Düdingen | 3-2                | 21-25, 25-20, 25-18, 21-25, 15-8  |
| 06-10           | Cossonay-Wattwil    | 3-0                | 25-19, 25-18, 25-17               |
| 06-10           | Zurigo-Köniz        | 3-2                | 19-25, 28-26, 24-26, 25-20, 15-11 |
| 07-10           | Neuchâtel-Sciaffusa | 3-1                | 25-20, 21-25, 25-17, 25-22        |

| Quinta giornata |                          |            |                                  |
|                 |                          |            |                                  |
| Riposa:         | Pfeffingen               | Pfeffingen | Pfeffingen                       |
| 13-10           | Düdingen-Cossonay        | 3-0        | 25-10, 25-21, 25-14              |
| 13-10           | Wattwil-Neuchâtel        | 3-1        | 21-25, 25-23, 25-19, 27-25       |
| 13-10           | Zurigo-Sciaffusa         | 3-2        | 19-25, 25-13, 24-26, 25-21, 15-7 |
| 13-10           | Köniz-Franches-Montagnes | 3-1        | 25-22, 25-23, 21-25, 28-26       |

| Sesta giornata |                              |       |                            |
|                |                              |       |                            |
| Riposa:        | Köniz                        | Köniz | Köniz                      |
| 14-10          | Pfeffingen-Wattwil           | 3-0   | 25-22, 25-23, 25-20        |
| 14-10          | Cossonay-Zurigo              | 0-3   | 13-25, 16-25, 13-25        |
| 14-10          | Franches-Montagnes-Sciaffusa | 3-1   | 22-25, 25-18, 25-16, 25-21 |
| 14-10          | Neuchâtel-Düdingen           | 3-0   | 25-17, 25-20, 25-19        |

| Settima giornata |                             |         |                            |
|                  |                             |         |                            |
| Riposa:          | Wattwil                     | Wattwil | Wattwil                    |
| 20-10            | Pfeffingen-Cossonay         | 3-1     | 27-25, 25-22, 23-25, 25-14 |
| 20-10            | Sciaffusa-Köniz             | 3-1     | 24-26, 25-22, 25-22, 25-13 |
| 20-10            | Zurigo-Neuchâtel            | 3-0     | 25-23, 25-19, 25-19        |
| 21-10            | Düdingen-Franches-Montagnes | 0-3     | 18-25, 22-25, 20-25        |

| Ottava giornata |                              |          |                                   |
|                 |                              |          |                                   |
| Riposa:         | Düdingen                     | Düdingen | Düdingen                          |
| 04-10           | Neuchâtel-Franches-Montagnes | 3-1      | 25-21, 22-25, 25-22, 25-20        |
| 24-10           | Sciaffusa-Pfeffingen         | 2-3      | 26-28, 25-10, 19-25, 25-18, 16-18 |
| 10-11           | Köniz-Cossonay               | 3-0      | 25-14, 25-20, 25-17               |
| 17-11           | Zurigo-Wattwil               | 3-0      | 25-14, 25-20, 25-22               |

| Nona giornata |                           |          |                            |
|               |                           |          |                            |
| Riposa:       | Cossonay                  | Cossonay | Cossonay                   |
| 27-10         | Wattwil-Köniz             | 0-3      | 17-25, 19-25, 14-25        |
| 28-10         | Düdingen-Sciaffusa        | 0-3      | 18-25, 22-25, 17-25        |
| 28-10         | Franches-Montagnes-Zurigo | 0-3      | 21-25, 24-26, 19-25        |
| 28-10         | Pfeffingen-Neuchâtel      | 1-3      | 25-20, 23-25, 20-25, 16-25 |

| Decima giornata |                             |           |                                  |
|                 |                             |           |                                  |
| Riposa:         | Sciaffusa                   | Sciaffusa | Sciaffusa                        |
| 03-11           | Zurigo-Pfeffingen           | 3-0       | 25-20, 25-16, 25-13              |
| 04-11           | Düdingen-Wattwil            | 3-0       | 25-17, 25-23, 25-15              |
| 04-11           | Franches-Montagnes-Cossonay | 3-1       | 22-25, 25-15, 25-20, 25-18       |
| 04-11           | Neuchâtel-Köniz             | 2-3       | 25-21, 25-14, 23-25,16-25, 13-15 |

| Undicesima giornata |                               |        |                            |
|                     |                               |        |                            |
| Riposa:             | Zurigo                        | Zurigo | Zurigo                     |
| 07-10               | Pfeffingen-Franches-Montagnes | 0-3    | 21-25, 18-25, 23-25        |
| 10-11               | Cossonay-Neuchâtel            | 1-3    | 15-25, 15-25, 25-23, 15-25 |
| 10-11               | Wattwil-Sciaffusa             | 0-3    | 15-25, 19-25, 14-25        |
| 10-11               | Köniz-Düdingen                | 3-0    | 25-21, 25-11, 25-19        |

| Dodicesima giornata |                            |           |                            |
|                     |                            |           |                            |
| Riposa:             | Neuchâtel                  | Neuchâtel | Neuchâtel                  |
| 11-11               | Pfeffingen-Köniz           | 3-1       | 25-13, 19-25, 25-23, 25-22 |
| 11-11               | Franches-Montagnes-Wattwil | 3-0       | 25-16, 25-14, 26-24        |
| 11-11               | Zurigo-Düdingen            | 3-1       | 25-20, 25-23, 18-25, 25-17 |
| 11-11               | Sciaffusa-Cossonay         | 3-0       | 25-13, 25-21, 25-22        |

| Tredicesima giornata |                     |                    |                     |
|                      |                     |                    |                     |
| Riposa:              | Franches-Montagnes  | Franches-Montagnes | Franches-Montagnes  |
| 15-09                | Köniz-Zurigo        | 0-3                | 21-25, 23-25, 19-25 |
| 17-11                | Sciaffusa-Neuchâtel | 3-0                | 25-18, 27-25, 25-12 |
| 18-11                | Düdingen-Pfeffingen | 0-3                | 16-25, 23-25, 21-25 |
| 18-11                | Wattwil-Cossonay    | 3-0                | 25-23, 28-26, 25-21 |

| Quattordicesima giornata |                          |            |                                   |
|                          |                          |            |                                   |
| Riposa:                  | Pfeffingen               | Pfeffingen | Pfeffingen                        |
| 24-11                    | Sciaffusa-Zurigo         | 1-3        | 19-25, 25-18, 10-25, 23-25        |
| 25-11                    | Cossonay-Düdingen        | 1-3        | 17-25, 25-21, 13-25, 23-25        |
| 25-11                    | Franches-Montagnes-Köniz | 2-3        | 25-16, 22-25, 25-22, 18-25, 10-15 |
| 25-11                    | Neuchâtel-Wattwil        | 3-2        | 22-25, 25-18, 22-25, 25-15, 15-8  |

| Quindicesima giornata |                              |       |                     |
|                       |                              |       |                     |
| Riposa:               | Köniz                        | Köniz | Köniz               |
| 01-12                 | Düdingen-Neuchâtel           | 0-3   | 15-25, 17-25, 19-25 |
| 01-12                 | Zurigo-Cossonay              | 3-0   | 25-15, 25-20, 25-10 |
| 02-12                 | Wattwil-Pfeffingen           | 0-3   | 12-25, 21-25, 18-25 |
| 02-12                 | Sciaffusa-Franches-Montagnes | 3-0   | 25-18, 25-16, 25-15 |

| Sedicesima giornata |                             |         |                            |
|                     |                             |         |                            |
| Riposa:             | Wattwil                     | Wattwil | Wattwil                    |
| 08-12               | Franches-Montagnes-Düdingen | 3-0     | 25-16, 25-13, 25-17        |
| 09-12               | Cossonay-Pfeffingen         | 1-3     | 17-25, 14-25, 25-21, 14-25 |
| 09-12               | Köniz-Sciaffusa             | 3-1     | 25-19, 17-25, 25-22, 29-27 |
| 09-12               | Neuchâtel-Zurigo            | 1-3     | 28-26, 22-25, 14-25, 21-25 |

| Diciassettesima giornata |                              |          |                            |
|                          |                              |          |                            |
| Riposa:                  | Düdingen                     | Düdingen | Düdingen                   |
| 15-12                    | Pfeffingen-Sciaffusa         | 0-3      | 18-25, 21-25, 19-25        |
| 15-12                    | Franches-Montagnes-Neuchâtel | 1-3      | 27-25, 23-25, 13-25, 21-25 |
| 15-12                    | Cossonay-Köniz               | 0-3      | 16-25, 22-25, 22-25        |
| 15-12                    | Wattwil-Zurigo               | 0-3      | 19-25, 18-25, 18-25        |

| Diciottesima giornata |                           |          |                            |
|                       |                           |          |                            |
| Riposa:               | Cossonay                  | Cossonay | Cossonay                   |
| 22-12                 | Köniz-Wattwil             | 3-0      | 25-13, 25-10, 25-9         |
| 22-12                 | Zurigo-Franches-Montagnes | -        | [ 1 ] [ 2 ]                |
| 23-12                 | Neuchâtel-Pfeffingen      | 3-1      | 24-26, 25-20, 25-15, 25-21 |
| 23-12                 | Sciaffusa-Düdingen        | 3-1      | 25-15, 25-19, 24-26, 25-23 |

#### Classifica
| Pos. | Squadra             | Pt | G  | V  | P  | SV | SP | Ratio | PF   | PS   | Ratio |
| ---- | ------------------- | -- | -- | -- | -- | -- | -- | ----- | ---- | ---- | ----- |
| 1.   | Volero Zurigo       | 42 | 15 | 15 | 0  | 45 | 9  | 5.000 | 1292 | 1041 | 1.240 |
| 2.   | Köniz               | 33 | 16 | 11 | 5  | 39 | 22 | 1.770 | 1396 | 1258 | 1.110 |
| 3.   | Kanti               | 32 | 16 | 10 | 6  | 38 | 21 | 1.810 | 1362 | 1200 | 1.140 |
| 4.   | Neuchâtel           | 30 | 16 | 10 | 6  | 35 | 27 | 1.300 | 1419 | 1316 | 1.080 |
| 5.   | Franches-Montagnes  | 25 | 15 | 8  | 7  | 29 | 24 | 1.210 | 1210 | 1149 | 1.050 |
| 6.   | Sm'Aesch Pfeffingen | 25 | 16 | 9  | 7  | 29 | 28 | 1.040 | 1243 | 1252 | 0.990 |
| 7.   | Düdingen            | 16 | 16 | 5  | 11 | 21 | 37 | 0.570 | 1198 | 1313 | 0.910 |
| 8.   | Toggenburg          | 7  | 16 | 2  | 14 | 10 | 43 | 0.230 | 1003 | 1293 | 0.780 |
| 9.   | Cossonay            | 3  | 16 | 1  | 15 | 10 | 45 | 0.220 | 1041 | 1342 | 0.780 |

| Ammesse ai play-off scudetto | Ai play-out |

### Play-off

#### Girone

##### Risultati
| Round 1 |                                    |     |                                   |
|         |                                    |     |                                   |
| 05-01   | Franches-Montagnes - Voléro Zurigo | 0-3 | 14-25, 22-25, 20-25               |
| 05-01   | Sciaffusa - Köniz                  | 3-2 | 20-25, 25-13, 25-19, 22-25, 15-10 |

| Round 2 |                                |     |                            |
|         |                                |     |                            |
| 12-01   | Voléro Zurigo - Sciaffusa      | 3-0 | 28-26, 25-10, 25-16        |
| 12-01   | Neuchâtel - Franches-Montagnes | 3-1 | 26-24, 25-17, 23-25, 25-21 |

| Round 3 |                                |     |                     |
|         |                                |     |                     |
| 19-01   | Sciaffusa - Franches-Montagnes | 3-0 | 25-17, 25-20, 25-18 |
| 19-01   | Köniz - Neuchâtel              | 0-3 | 26-28, 20-25, 19-25 |

| Round 4 |                            |     |                            |
|         |                            |     |                            |
| 26-01   | Franches-Montagnes - Köniz | 1-3 | 17:25, 19:25, 25:21, 21:25 |
| 26-01   | Voléro Zurigo - Neuchâtel  | 3-1 | 21:25, 25:19, 25:20, 25:16 |

| Round 5 |                       |     |                     |
|         |                       |     |                     |
| 30-01   | Köniz - Voléro Zurigo | 0-3 | 13-25, 20-25, 16-25 |
| 31-01   | Neuchâtel - Sciaffusa | 0-3 | 23-25, 18-25, 22-25 |

| Round 6 |                                |     |                                   |
|         |                                |     |                                   |
| 03-02   | Franches-Montagnes - Sciaffusa | 1-3 | 25-27, 19-25, 25-20, 19-25        |
| 03-02   | Neuchâtel - Köniz              | 2-3 | 25-27, 25-23, 12-25, 34-32, 14-16 |

| Round 7 |                                |     |                                  |
|         |                                |     |                                  |
| 09-02   | Sciaffusa - Voléro Zurigo      | 0-3 | 16-25, 16-25, 20-25              |
| 09-02   | Franches-Montagnes - Neuchâtel | 3-2 | 25-18, 22-25, 25-17, 18-25, 15-9 |

| Round 8 |                                    |     |                            |
|         |                                    |     |                            |
| 10-02   | Voléro Zurigo - Franches-Montagnes | 3-0 | 25-19, 25-11, 25-16        |
| 10-02   | Köniz - Sciaffusa                  | 3-1 | 25-18, 20-25, 17-25, 23-25 |

| Round 9 |                            |     |                            |
|         |                            |     |                            |
| 24-02   | Köniz - Franches-Montagnes | 3-1 | 25-20, 17-25, 25-16, 25-19 |
| 24-02   | Neuchâtel - Voléro Zurigo  | 0-3 | 29-31, 17-25, 20-25        |

| Round 10 |                       |     |                                   |
|          |                       |     |                                   |
| 27-02    | Voléro Zurigo - Köniz | 3-1 | 25-14, 25-14, 26-28, 25-23        |
| 27-02    | Sciaffusa - Neuchâtel | 3-2 | 25-20, 25-21, 23-25, 19-25, 19-17 |

##### Classifica
| Pos. | Squadra            | Pt | G | V | P | SV | SP | Ratio | PF | PS | Ratio |
| ---- | ------------------ | -- | - | - | - | -- | -- | ----- | -- | -- | ----- |
| 1.   | Volero Zurigo      | 27 | 8 | 8 | 0 | 28 | 11 | 2.545 | -  | -  | -     |
| 2.   | Kanti              | 17 | 8 | 5 | 3 | 18 | 12 | 1.500 | -  | -  | -     |
| 3.   | Köniz              | 11 | 8 | 4 | 4 | 13 | 19 | 0.684 | -  | -  | -     |
| 4.   | Neuchâtel          | 9  | 8 | 2 | 6 | 13 | 19 | 0.684 | -  | -  | -     |
| 5.   | Franches-Montagnes | 8  | 8 | 1 | 8 | 7  | 23 | 0.304 | -  | -  | -     |

| Ammesse alla finale scudetto | Ammesse alla finale 3º posto |

#### Finale scudetto

##### Tabellone
|  | Finale |               |               |               |   |   |   |  |
|  |        |               |               |               |   |   |   |  |
|  | 1      | Volero Zurigo | Volero Zurigo | Volero Zurigo | 3 | 3 | 3 |  |
|  | 2      | Kanti         | Kanti         | Kanti         | 0 | 0 | 0 |  |

##### Risultati
| Gara 1 |                           |     |                     |
|        |                           |     |                     |
| 06-03  | Voléro Zurigo - Sciaffusa | 3-0 | 25-16, 25-18, 25-19 |

| Gara 3 |                           |     |                     |
|        |                           |     |                     |
| 16-03  | Voléro Zurigo - Sciaffusa | 3-0 | 25-16, 25-16, 25-16 |

| Gara 2 |                           |     |                     |
|        |                           |     |                     |
| 09-03  | Sciaffusa - Voléro Zurigo | 0-3 | 19-25, 27-29, 13-25 |

#### Finale 3º posto

##### Tabellone
|  | Finale |           |   |   |   |  |
|  |        |           |   |   |   |  |
|  | 3      | Köniz     | 3 | 1 | 3 |  |
|  | 4      | Neuchâtel | 0 | 3 | 2 |  |

##### Risultati
| Gara 1 |                   |     |                    |
|        |                   |     |                    |
| 10-03  | Köniz - Neuchâtel | 3-0 | 25-16, 25-9, 25-21 |

| Gara 3 |                   |     |                                  |
|        |                   |     |                                  |
| 20-03  | Köniz - Neuchâtel | 3-2 | 18-25, 25-21, 22-25, 25-23, 15-9 |

| Gara 2 |                   |     |                            |
|        |                   |     |                            |
| 17-03  | Neuchâtel - Köniz | 3-1 | 25-18, 25-20, 20-25, 25-23 |

### Play-out

#### Risultati
| Round 1 |                       |     |                                   |
|         |                       |     |                                   |
| 05-01   | Düdingen - Pfeffingen | 3-2 | 20-25, 25-22, 25-19, 19-25, 15-12 |
| 05-01   | Cossonay - Wattwil    | 3-0 | 25-19, 25-20, 25-18               |

| Round 2 |                       |     |                                   |
|         |                       |     |                                   |
| 12-01   | Pfeffingen - Cossonay | 3-0 | 25-23, 25-20, 25-15               |
| 12-01   | Wattwil - Düdingen    | 3-2 | 19-25, 29-27, 25-22, 23-25, 15-13 |

| Round 3 |                      |     |                                   |
|         |                      |     |                                   |
| 19-01   | Wattwil - Pfeffingen | 3-0 | 29-27, 25-18, 25-19               |
| 19-01   | Cossonay - Düdingen  | 2-3 | 25-23, 21-25, 25-14, 13-25, 10-15 |

| Round 4 |                      |     |                     |
|         |                      |     |                     |
| 26-01   | Pfeffingen - Wattwil | 3-0 | 25-17, 25-12, 25-19 |
| 26-01   | Düdingen - Cossonay  | 3-0 | 25-21, 25-18, 25-13 |

| Round 5 |                       |     |                                   |
|         |                       |     |                                   |
| 03-02   | Cossonay - Pfeffingen | 2-3 | 25-23, 13-25, 15-25, 25-22, 12-15 |
| 03-02   | Düdingen - Wattwil    | 3-1 | 25-21, 25-17, 18-25, 27-25        |

| Round 6 |                       |     |                                  |
|         |                       |     |                                  |
| 09-02   | Pfeffingen - Düdingen | 0-3 | 20-25, 23-25, 19-25              |
| 09-02   | Wattwil - Cossonay    | 2-3 | 25-23, 25-27, 25-19, 19-25, 9-15 |

| Round 7 |                       |     |                                   |
|         |                       |     |                                   |
| 23-02   | Cossonay - Pfeffingen | 2-3 | 21-25, 25-23, 24-26, 25-19, 12-15 |
| 24-02   | Düdingen - Wattwil    | 3-0 | 25-12, 25-15, 25-15               |

| Round 8 |                       |     |                            |
|         |                       |     |                            |
| 03-03   | Wattwil - Cossonay    | 3-1 | 24-26, 25-21, 25-18, 25-15 |
| 03-03   | Pfeffingen - Düdingen | 0-3 | 21-25, 24-26, 18-25        |

| Round 9 |                      |     |                     |
|         |                      |     |                     |
| 09-03   | Pfeffingen - Wattwil | 3-0 | 29-27, 25-18, 25-17 |
| 10-03   | Düdingen - Cossonay  | 3-0 | 25-19, 25-13, 25-23 |

#### Classifica
| Pos. | Squadra             | Pt | G | V | P | SV | SP | Ratio | PF | PS | Ratio |
| ---- | ------------------- | -- | - | - | - | -- | -- | ----- | -- | -- | ----- |
| 7.   | Düdingen            | 25 | 9 | 8 | 1 | 26 | 8  | 3.250 | -  | -  | -     |
| 8.   | Sm'Aesch Pfeffingen | 17 | 9 | 5 | 4 | 17 | 16 | 1.062 | -  | -  | -     |
| 9.   | Toggenburg          | 10 | 9 | 3 | 6 | 12 | 21 | 0.571 | -  | -  | -     |
| 10.  | Cossonay            | 8  | 9 | 2 | 7 | 13 | 23 | 0.565 | -  | -  | -     |

| Al Challenge match |

## Classifica finale
| Pos | Squadra             | Qualificazione           |
| --- | ------------------- | ------------------------ |
|     | Volero Zurigo       | Champions League 2013-14 |
| 2   | Kanti               | Coppa CEV 2013-14        |
| 3   | Köniz               | Challenge Cup 2013-14    |
| 4   | Neuchâtel           | Challenge Cup 2013-14    |
| 5   | Franches-Montagnes  |                          |
| 6   | Düdingen            |                          |
| 7   | Sm'Aesch Pfeffingen |                          |
| 8   | Toggenburg          |                          |
| 9   | Cossonay            |                          |

## Premi individuali
| Premio                       | Giocatrice       | Squadra       |
| ---------------------------- | ---------------- | ------------- |
| Most Valuable Player         | Nancy Carrillo   | Volero Zurigo |
| Migliore giocatrice svizzera | Elena Steinemann | Kanti         |
| Migliore giovane             | Inès Granvorka   | Volero Zurigo |